# Chimú
Chimú.- ime starog peruanskog naroda, kulture, carstva i jezika. Potomci su ranije populacije Mochica (zvane i Proto-Chimu). Carstvo Čimua prethodilo je Inkama, javlja se oko 1000. (ili 1200.- najkasnije do 1470.)  u obalnom pojasu Perua, od Piure na sjeveru do Paramonga na jugu. Ovaj pojas bio je širok od 50 do 160 kilometara.  Srce ove zemlje bila je plodna dolina Chicama. Glavno središte bio je grad Chan-Chan (ili Chanchan), 480 kilometara sjeverno od Lime. Ruševine grada, u dolini Moche, prostiru se na području od 36 kvadratnih kilometara. Kraj je beskišan, ali zato navodnjavan kanalima i akveduktima. U Chan-Chanu su postojali veliki gradski vrtovi i zeleni parkovi. Grad je mogao imati oko 50.000 stanovnika.

## Područje Chimu kulture
Narodi koji su živjeli u ovim područjima dijelili su se u više skupina i govorili su, po nekim jezikoslovcima 5 jezika. Među ostalima spominju su Tallánes Indijanci u dolinama Piura i Tumbes; grupa Mochica ili Muchik u Motupe i Chicama, od arheologa nazivana i Proto-Chimu; Quingnam u dolinama Moche i Chao, te uz obalu kod Trujilla, čiji jezik neki jezikoslovci poistovjećuju s jezikom Chimua, a drugi s Mochica; Olmos. Narod Čimu poznat je po zlatarstvu, znali su taliti legure, proizvodili su lijepu tkaninu i kvalitetnu keramiku. Imali su dvostruke pa i peterostruke vrčeve, neke od tih posuda prilikom točenja mogle su puštati posebne zvukove, obično one životinje čiji su oblik imale. Kod njih kao i kod nekih drugih tamošnjih naroda bio je učestao običaj deformacije lubanje tubularnog (cjevastog) oblika. Vršio se nad još malenom djecom.
Čimuanci su bili urbano stanovništvo, bili su vješti ratnici i imali dobro organiziran socijalni sustav. Ekonomija im je počivala na poljoprivredi. Njihovo carstvo palo je pod naletom vojske Inka, predvodio ih je Pachacuti Inca Yupanqui sa svojim sinom Topa Inca Yupanqui-jem. Ovo osvajanje odigravalo se između 1465. – 1470. Narod Chimu apsorbirean je od Inka. Znatan dio tamošnjih Quechua zasigurno je njihovog porijekla.
Jezik Chimua svrstava se u porodicu Yuncan zajedno s jezicima Chincha i Mochica.

## Vanjske poveznice
- Chimu
- Chimu
- Chan-Chan  Arhivirana inačica izvorne stranice od 22. lipnja 2006. (Wayback Machine)
- The Chimu